# Sargent (Nebraska)
Sargent è un comune degli Stati Uniti d'America, situato nello Stato del Nebraska, nella contea di Custer.